# Difluprednate
Le difluprédnate , est vendu sous la marque Durezol.

## Usage médical
Est un corticostéroïde utilisé pour traiter la douleur et l'inflammation après une chirurgie oculaire . Le médicament est utilisé comme collyre . Ceux qui l'utilisent ne doivent pas porter de lentilles de contact .

## Effets secondaires
Les effets secondaires de ce médicament comprennent une inflammation des paupières, une sensibilité à la lumière et une rougeur des yeux; d'autres effets secondaires peuvent inclure une augmentation de la pression oculaire, des cataractes, une guérison lente et une infection. La sécurité de ce médicament pendant la grossesse n'est pas claire.

## Histoire
Le médicament  a été approuvé pour un usage médical aux États-Unis en 2008. Il est disponible sous forme de médicament générique . Aux États-Unis, 5 ml coûtent environ 60 dollars américains à partir de 2021. Il était initialement fabriqué à partir de prednisolone .